# Virtuelles Minenfeld
Das virtuelle Minenfeld war eine Kunstaktion, die, verbunden mit einer Spendenkampagne, einer Installation und einer Wanderausstellung, in den Jahren 2004/2005 durch mehrere Museen, Kunsthallen und Theater in Deutschland und in den Niederlanden tourte. Ziel war es, „auf die Bedrohung aufmerksam zu machen, die von Minen und Blindgängern in vielen Ländern der Welt ausgeht“. Die Premiere des Projekts fand September 2004 im Rahmen der Deutschen Erstaufführung von Philip Glass’ Oper The CIVIL warS in der Stadthalle Freiburg statt (Inszenierung: Theater Freiburg und Aktionstheater Panoptikum).
Die Aktion Das virtuelle Minenfeld kam durch die Zusammenarbeit der Hilfsorganisation Medico international mit dem Konzeptkünstler Peter Zizka zustande. Zizka schuf dazu die Kunst-Bodeninstallation, die fotografisch genaue Abbildungen von Minen zeigte. „Wer darüber geht“, hieß es in der Beschreibung, „wird sich der bizarren Schönheit erfreuen, die dem Muster aus vielfältigen Formen und Materialien innewohnt. Erst auf den zweiten Blick offenbart sich der schreckliche Gegenstand.“
Im Rahmen der Kunst- und Spendenaktion 600 × Bewegung schaffen – Räumt die Mine zugunsten des Minenopfer-Fonds von medico international konnten die 80 cm × 80 cm großen begehbaren Segmente der Installation erworben werden. Man erhielt dafür eine Spendenquittung und, nach dem Ende der Aktion im Herbst 2005, eines der 600 limitierten Kunstsegmente. Aus dem Erlös wurden die aufwändige Arbeit des Minenräumens, Maßnahmen zur psychischen und physischen Rehabilitation von Minenopfern und die Aufklärung der Bevölkerung über die Minengefahr in den medico-Projektgebieten in Angola, Afghanistan, Kambodscha oder El Salvador finanziert.
Auf der Kampagnen-Website erschien das virtuelle Minenfeld als Muster aus vielen kleinen Quadraten. Wie in einem Memory konnten die geräumten Felder umgedreht werden. Die Spender konnten dabei genau nachvollziehen, welchem Hilfsprojekt ihre Spende zugutekommt. Nach der Ausstellungstour durch Europa erhielten sie das im Internet gewählte Segment als Aktionsrelikt.
Die Kunstaktion Das virtuelle Minenfeld wurde von der Jury des ADC Deutschlands und des ADC Europe mit dem Gold Award prämiert.

## Ausstellungsorte
- Kunsthalle Rotterdam
- Schauspiel Frankfurt
- Kulturgeschichtliches Museum Osnabrück
- Deutsches Hygiene-Museum Dresden/Welcome Collection